# Golf von Gabès

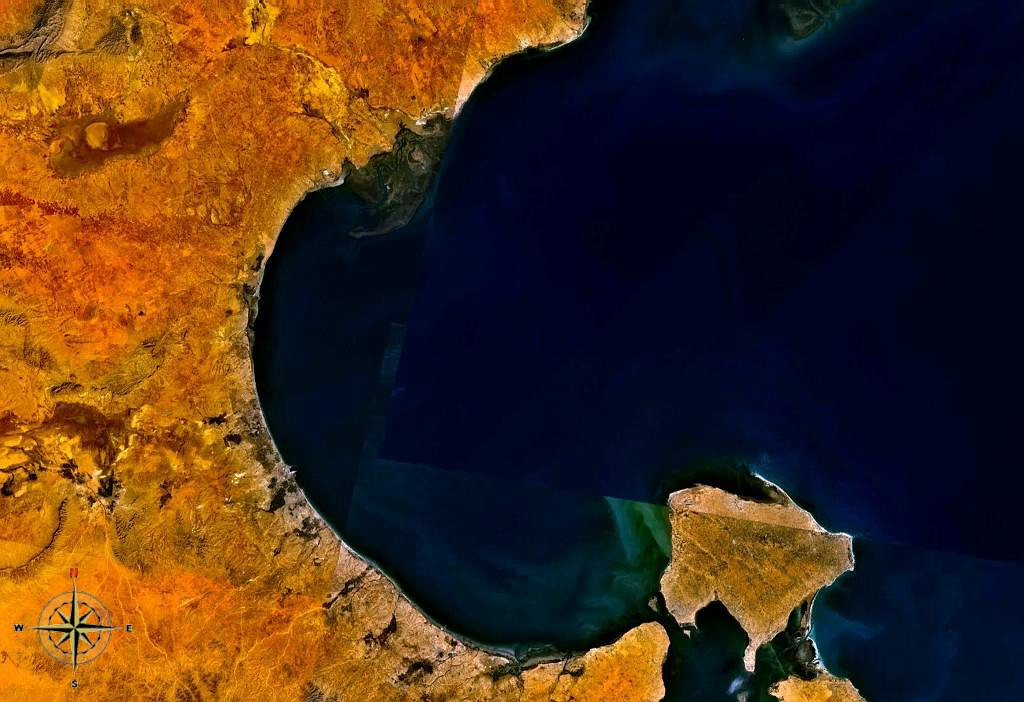
Golf von Gabès

Der Golf von Gabès (nach der Stadt Gabès benannt, auch: Kleine Syrte, lateinisch Syrtis Minor, als Gegenstück zur Großen Syrte) ist eine Bucht an der Ostküste Tunesiens südlich des Golfs von Hammamet. Sie wird traditionell zum Syrtenmeer gerechnet, einem Teilbereich des offenen Mittelmeers, und bildet seinen westlichsten Bereich. Die Bucht ist etwa 100 km lang und breit und wird begrenzt durch die Insel Djerba im Südosten und die Kerkenna-Inseln im Nordosten.
Eine genauere Abgrenzung ist durch eine Linie von Ras Yonga (50 km südwestlich von Sfax) im Norden bis Bordj Djellidj, dem nordwestlichen Kap der Insel Djerba, möglich, das bedeutet eine Entfernung von 68,3 km.
Eine andere Quelle gibt als nördlichen Grenzpunkt Caput Vada (heute Ras Kapudia) an. Dieses liegt bei der Stadt Chebba 66 km nördlich von Sfax, und 45 km nördlich der Kerkenna-Inseln. Bei dieser Abgrenzung reichen die Kerkenna-Inseln zumindest im Westen etwas in den Golf von Gabes hinein.
Eine historische Abgrenzung bezeichnet eine Linie vom promontory (Kap) of Zeitha auf Meninx (heute Djerba) bis zum promontory of Brachodes. Brachodes ist bei Ras Kapudiah, und Zeitha ist eine antike Stadt auf Djerba.